# Българка (хижа)
Хижа „Българка“, известна още и като Горски дом „Българка“, е туристическа хижа на 1135 метра надморска височина на превала на Тревненския проход в Стара планина. Представлява триетажна сграда с кухня и столова. Обновена и ремонтирана през 2022 година.
Част е от маршрута Ком – Емине.

## Съседни туристически обекти
- хижа Извора – 3.30 часа
- хижа Младост – 3 часа
- хижа Ивайло – 20 минути
- хижа Армеец – 25 минути
- хижа Планинец – 35 минути

## Изходни точки
- жп гара Кръстец – 1.45 часа
- град Плачковци – 17 километра по шосе